# NGC 3156
NGC 3156 (другие обозначения — UGC 5503, MCG 1-26-19, ZWG 36.57, PGC 29730) — линзообразная галактика (S0) в созвездии Секстанта. Открыта Уильямом Гершелем в 1784 году.
Этот объект входит в число перечисленных в оригинальной редакции «Нового общего каталога».

## Характеристики
Абсолютная звёздная величина NGC 3156 в полосе V составляет −19,4m, звёздная масса — 3,6⋅109 M⊙.
NGC 3156 относится к редкому типу галактик E+A — галактикам, в спектрах которых наблюдается сильное поглощение в линиях серии Бальмера, что указывает на активное звездообразование в последний миллиард лет, но отсутствует заметная эмиссия в линиях H-альфа и [O II], что указывает на отсутствие звездообразования в данный момент. Таким образом, можно сказать, что в этих галактиках прошла и прекратилась вспышка звездообразования. NGC 3156 является одной из ближайших галактик такого типа. Кроме того, она является сейфертовской галактикой типа II. Средний возраст звёздного населения в галактике составляет 8 миллиардов лет.
Галактика NGC 3156 входит в состав группы галактик NGC 3169. Помимо NGC 3156 в группу также входят NGC 3165, NGC 3166, NGC 3169 и UGC 5539.